# Astudillo (kommun)
Astudillo är en kommun i Spanien.   Den ligger i provinsen Provincia de Palencia och regionen Kastilien och Leon, i den norra delen av landet, 200 km norr om huvudstaden Madrid. Antalet invånare är 1 065. Arean är 123 kvadratkilometer.
Terrängen i Astudillo är platt åt nordväst, men åt sydost är den kuperad.